# 67 (getal)
67 (zevenenzestig) is het natuurlijke getal volgend op 66 en voorafgaand aan 68.
67 is het derde irreguliere priemgetal.

## Overig
67 is ook:
- Het jaar A.D. 67 en 1967.
- Het atoomnummer van het scheikundige element Holmium (Ho).